# Habenaria propinquior
Habenaria propinquior är en orkidéart som beskrevs av Heinrich Gustav Reichenbach. Habenaria propinquior ingår i släktet Habenaria och familjen orkidéer.
Artens utbredningsområde är Queensland. Inga underarter finns listade i Catalogue of Life.